# TNA One Night Only (2016)
TNA One Night Only (2016) es una serie de eventos de lucha libre profesional organizados por Total Nonstop Action (TNA) en 2016.

## One Night Only: Live!
One Night Only: Live! fue un Evento de lucha libre pay-per-view (PPV) producido por Total Nonstop Action Wrestling (TNA), Este tuvo lugar el 8 de enero de 2016 en el Sands Bethlehem Event Center en Bethlehem, Pensilvania.

### Resultados
| N.º | Resultados | Estipulación                                                             | Tiempo |
| --- | --- | ------------------------------------------------------------------------ | ------ |
| 1   | Tigre Uno (c) venció a DJ Z, Mandrews y Crazzy Steve                                                                                | Four-Way elimination match por el TNA X Division Championship            | 10:19  |
| 2   | Rockstar Spud venció a Aiden O'Shea                                                                                                 | Singles Match                                                            | 09:28  |
| 3   | Mike Bennett (con Maria) venció a Robbie E                                                                                          | Singles Match                                                            | 07:08  |
| 4   | Awesome Kong venció a Velvet Sky, Madison Rayne, Rebel, Jade, Marti Bell, Chelsea y Deonna                                          | #1 Contenders Knockouts Gauntlet match por el TNA Knockouts Championship | 16:03  |
| 5   | Trevor Lee venció a Pepper Parks | Singles Match                                                            | 07:54  |
| 6   | Abyss venció a Grado | Monster's Ball match                                                     | 09:10  |
| 7   | The Wolves (Davey Richards y Eddie Edwards) (c) vencieron a Kurt Angle y Drew Galloway y a Eli Drake y Jessie Godderz por rendición | Three-Way Tag Team match por los TNA World Tag Team Championship         |        |
| 8   | Lashley venció a Tyrus | Singles Match                                                            | 09:30  |
| 9   | Beer Money, Inc. (Bobby Roode y James Storm) vencieron a Eric Young y Bram                                                          | Tag Team match                                                           | 14:15  |

#### #1 Knockouts Gauntlet Match
| N.º | Entrada       | Eliminación | Eliminado por | Duración |
| --- | ------------- | ----------- | ------------- | -------- |
| 1   | Madison Rayne | 7           | Awesome Kong  | 16:03    |
| 2   | Jade          | 6           | Madison Rayne | 14:15    |
| 3   | Rebel         | 1           | Chelsea       | 06:30    |
| 4   | Chelsea       | 3           | Awesome Kong  | 07:26    |
| 5   | Marti Bell    | 4           | Madison Rayne | 06:22    |
| 6   | Deonna        | 2           | Awesome Kong  | 03:06    |
| 7   | Awesome Kong  | -           | Ganadora      | 09:12    |
| 8   | Velvet Sky    | 5           | Jade          | 02:47    |

## Rivals 2016
One Night Only: Rivals fue un Evento de lucha libre pay-per-view (PPV) producido por Total Nonstop Action Wrestling (TNA), donde TNA organizó una serie de luchas con varios luchadores de TNA en rivalidades actuales y también trajo de buelta algunas rivalidades clásicas en la historia de TNA. El programa se grabó en partes entre 5 y 7 de enero de 2016 en el Sands Bethlehem Event Center en Bethlehem, Pensilvania y se emitió en PPV el 5 de febrero de 2016.

### Resultados
| N.º | Resultados                                                                                                  | Estipulación                                                                    | Tiempo |
| --- | --- | ------------------------------------------------------------------------------- | ------ |
| 1   | Eddie Edwards venció a Davey Richards                                                                       | Singles Match                                                                   | 13:54  |
| 2   | Eric Young venció a Chris Melendez                                                                          | Singles Match                                                                   | 07:44  |
| 3   | Drew Galloway venció a Eli Drake                                                                            | Singles Match                                                                   | 11:15  |
| 4   | Tigre Uno venció a Rockstar Spud                                                                            | Singles Match                                                                   | 09:50  |
| 5   | Gail Kim (c) venció a Awesome Kong                                                                          | Singles Match for the TNA Knockouts Championship (Bound for Glory (2015) match) | 10:05  |
| 6   | Lashley venció a Mahabali Shera                                                                             | Singles Match                                                                   | 09:35  |
| 7   | Ethan Carter III vs. Matt Hardy finalizó en un doble conteo fuera del ring                                  | Singles Match                                                                   | 10:33  |
| 8   | The Beautiful People (Velvet Sky y Madison Rayne) vencieron a The Dollhouse (Jade y Marti Bell) (con Rebel) | Tag Team match                                                                  | 05:35  |
| 9   | Jessie Godderz venció a Robbie E                                                                            | Singles Match                                                                   | 06:10  |
| 10  | Mr. Anderson venció a Bram                                                                                  | No Disqualification Match                                                       | 11:05  |

## Joker's Wild 2016
One Night Only: Joker's Wild 2016 fue un evento profesional de pago por visión (PPV) de lucha libre producido por Total Nonstop Action Wrestling (TNA), donde veinticuatro hombres y dos mujeres compitieron en un torneo por $ 100,000. Consistió en luchas de equipo en los que los compañeros de equipo se sortearon al azar en una lotería y los equipos tuvieron que trabajar juntos para avanzar al evento principal de batalla real, con el gran premio de US $ 100,000. Algunos de los combates se llevaron a cabo el 7 y 9 de enero de 2016, desde el Sands Bethlehem Event Center en Bethlehem, Pensilvania, mientras que otros tuvieron lugar del 30 al 31 de enero de 2016, desde el Wembley Arena en Londres, Inglaterra y el Barclaycard Arena en Birmingham. , Inglaterra, con el evento transmitido en PPV el 4 de marzo de 2016.

### Resultados
| N.º | Resultados                                                                           | Estipulación                                                                          | Tiempo |
| --- | ------------------------------------------------------------------------------------ | ------------------------------------------------------------------------------------- | ------ |
| 1   | The Wolves (Davey Richards y Eddie Edwards) vencieron a Decay (Crazzy Steve y Abyss) | Tag-Team match para clasificar en el Gauntlet Battle Royal match más tarde esa noche. | 07:33  |
| 2   | Eric Young y Bram vencieron a Trevor Lee y DJZ                                       | Tag-Team match para clasificar en el Gauntlet Battle Royal match más tarde esa noche. | 08:42  |
| 3   | Tigre Uno y Mandrews vencieron a Robbie E y Jessie Godderz                           | Tag-Team match para clasificar en el Gauntlet Battle Royal match más tarde esa noche. | 06:50  |
| 4   | Grado y Rockstar Spud vencieron a Mahabali Shera y Aiden O'Shea                      | Tag-Team match para clasificar en el Gauntlet Battle Royal match más tarde esa noche. | 06:15  |
| 5   | Tyrus y Jade vencieron a Lashley y Gail Kim                                          | Tag-Team match para clasificar en el Gauntlet Battle Royal match más tarde esa noche. | 08:30  |
| 6   | Matt Hardy y Will Ospreay vencieron a James Storm y Eli Drake                        | Tag-Team match para clasificar en el Gauntlet Battle Royal match más tarde esa noche. | 10:30  |
| 7   | Drew Galloway y Mike Bennett vencieron a Jimmy Havoc y Big Damo                      | Tag-Team match para clasificar en el Gauntlet Battle Royal match más tarde esa noche. | 08:44  |
| 8   | Drew Galloway gana el premio de $100.000 USD al eliminar a Mike Bennett              | 14-person intergender Joker's Wild gauntlet battle royal                              | 30:18  |

## Knockouts Knockdown 2016
Knockouts Knockdown 2016 fue un evento de pago por visión (PPV) de lucha libre profesional producido por Total Nonstop Action Wrestling (TNA), donde TNA organizó una serie de combates con ocho Knockouts de TNA enfrentadas contra ocho luchadoras indie. La vencedora de cada uno de estos combates avanzaría a un combate de Knockouts Gauntlet para coronar a la "Reina de las Knockouts". El evento se llevó a cabo el 17 de marzo de 2016, desde Impact Zone en Universal Studios en Orlando, Florida, y se emitió en PPV el 22 de abril de 2016.

### Resultados
| N.º | Resultados                                                                                         | Estipulación                                                                                  | Tiempo |
| --- | -------------------------------------------------------------------------------------------------- | --------------------------------------------------------------------------------------------- | ------ |
| 1   | Allysin Kay venció a Gail Kim por conteo fuera del ring                                            | Singles Match para clasificar en el Knockout Gauntlet Battle Royal match más tarde esa noche. | 07:55  |
| 2   | Rebel venció a Shelly Martínez                                                                     | Singles Match para clasificar en el Knockout Gauntlet Battle Royal match más tarde esa noche. | 06:15  |
| 3   | Laura Dennis venció a Velvet Sky                                                                   | Singles Match para clasificar en el Knockout Gauntlet Battle Royal match más tarde esa noche. | 04:50  |
| 4   | Jade venció a Leva Bates                                                                           | Singles Match para clasificar en el Knockout Gauntlet Battle Royal match más tarde esa noche. | 09:55  |
| 5   | Rosemary (con Crazzy Steve) venció a Veda Scott                                                    | Singles Match para clasificar en el Knockout Gauntlet Battle Royal match más tarde esa noche. | 06:08  |
| 6   | Barbi Hayden venció a Raquel                                                                       | Singles Match para clasificar en el Knockout Gauntlet Battle Royal match más tarde esa noche. | 06.15  |
| 7   | Madison Rayne venció a Deonna                                                                      | Singles Match para clasificar en el Knockout Gauntlet Battle Royal match más tarde esa noche. | 08:40  |
| 8   | Marti Bell venció a Jayme Jameson                                                                  | Singles Match para clasificar en el Knockout Gauntlet Battle Royal match más tarde esa noche. | 06:03  |
| 9   | Maria y Mike Bennett vencieron a Gail Kim y DJZ                                                    | Intergender tag team match                                                                    | 07:50  |
| 10  | Jade venció a Madison Rayne, Allysin Kay, Laura Dennis, Rosemary, Barbi Hayden, Marti Bell y Rebel | Knockout Gauntlet Battle Royal match para coronar a la "Reina de las Knockouts"               | 15:00  |

## Victory Road 2016
One Night Only: Victory Road 2016 fue un evento de pago por visión (PPV) de lucha libre profesional producido por Total Nonstop Action Wrestling (TNA). Los combates para Victory Road se filmaron en las grabaciones del 17 al 19 de marzo Impact Zone en Orlando, Florida, y se transmitió en PPV el 20 de mayo de 2016. El evento marcó las apariciones finales de TNA de los TNA Originals Velvet Sky y Bobby Roode.

### Resultados
| N.º | Resultados                                                                                   | Estipulación                                                                       | Tiempo |
| --- | -------------------------------------------------------------------------------------------- | ---------------------------------------------------------------------------------- | ------ |
| 1   | Andrew Everett (con Gregory Shane Helms y Trevor Lee) venció a DJZ (with Eddie Edwards)      | Singles match                                                                      | 09:31  |
| 2   | Velvet Sky venció a Marti Bell                                                               | Singles match                                                                      | 07:02  |
| 3   | Chris Melendez venció a Beauregarde                                                          | Singles match                                                                      | 05:05  |
| 4   | Kurt Angle (c) venció a Mick Foley                                                           | Singles matchpor el TNA World Heavyweight Championship (Victory Road (2009) match) | 14:06  |
| 5   | James Storm venció a Bram                                                                    | Singles match                                                                      | 12:20  |
| 6   | The BroMans (Robbie E y Jessie Godderz) vencieron a The Tribunal (Basile Baraka y Baron Dax) | Tag Team match                                                                     | 08:36  |
| 7   | Bobby Roode venció a Braxton Sutter (con Allie)                                              | Singles match                                                                      | 10:57  |
| 8   | Abyss venció a Dr. Stevie                                                                    | No Disqualification match (Victory Road (2009) match)                              | 09:51  |
| 9   | Trevor Lee (con Gregory Shane Helms) venció a Eddie Edwards                                  | Singles match                                                                      | 10:45  |
| 10  | Ethan Carter III venció a Eli Drake                                                          | Singles match                                                                      | 09:20  |

## World Cup 2016
One Night Only: World Cup 2016 fue un evento de pago por visión (PPV) de lucha libre profesional producido por Total Nonstop Action Wrestling (TNA). Los equipos de luchadores y knnocauts liderados por un luchador masculino de TNA compitieron en luchas individuales, en parejas y de knockouts. El equipo que obtuviese la mayor cantidad de puntos se clasifica para el combate final para luchar por la TNA World Cup. El evento se llevó a cabo el 13 de junio de 2016 desde Impact Zone en Universal Studios en Orlando, Florida, y se emitió en PPV el 22 de julio de 2016.

### Equipos y miembros
| Team Storm            | Team Drake          | Team Hardy           | Team Bennett           |
| --------------------- | ------------------- | -------------------- | ---------------------- |
| James Storm (capitán) | Eli Drake (capitán) | Jeff Hardy (capitán) | Mike Bennett (capitán) |
| Bram                  | Drew Galloway       | Eddie Edwards        | Ethan Carter III       |
| Trevor Lee            | Mahabali Shera      | Jessie Godderz       | Crazzy Steve           |
| Basile Baraka         | Baron Dax           | Robbie E             | Grado                  |
| Madison Rayne         | Sienna              | Jade                 | Rosemary               |

### Resultados
| N.º | Resultados | Estipulación                                      | Tiempo |
| --- | --- | ------------------------------------------------- | ------ |
| 1   | Drew Galloway (Team Drake) venció a Trevor Lee (Team Storm)                                                                                                   | Singles match                                     | 08:20  |
| 2   | Ethan Carter III (Team Bennett) venció a Basile Baraka (Team Storm)                                                                                           | Singles match                                     | 07:47  |
| 3   | James Storm venció a Eli Drake | Singles match                                     | 08:10  |
| 4   | Eddie Edwards (Team Hardy) venció a Mahabali Shera (Team Drake) por rendición                                                                                 | Singles match                                     | 06:44  |
| 5   | Bram (Team Storm) venció a Crazzy Steve (Team Bennett) (con Rosemary)                                                                                         | Singles match                                     | 07:13  |
| 6   | Jessie Godderz (Team Hardy) venció a Baron Dax (Team Drake)                                                                                                   | Singles match                                     | 07:00  |
| 7   | Mike Bennett venció a Jeff Hardy | Singles match                                     | 09:05  |
| 8   | Jade (Team Hardy) venció a Madison Rayne (Team Storm), Sienna (Team Drake) y Rosemary (Team Bennett)                                                          | Four-way match                                    | 07:50  |
| 9   | Grado (Team Bennett) venció a Robbie E (Team Hardy) | Singles match                                     | 06:30  |
| 10  | Team Hardy (Jeff Hardy, Eddie Edwards, Jessie Godderz, Robbie E yJade) venció a Team Bennett (Mike Bennett, Ethan Carter III, Grado, Crazzy Steve y Rosemary) | Ten person intergender elimination tag team match | 16.30  |

### Puntos
| Lugar | Equipo       | Puntos | Luchas |
| ----- | ------------ | ------ | ------ |
| 1     | Team Hardy   | 4      | 6      |
| 2     | Team Bennett | 3      | 6      |
| 3     | Team Storm   | 2      | 5      |
| 4     | Team Drake   | 1      | 5      |

## X-Travaganza 2016
One Night Only: X-Travaganza 2016 fue un evento profesional de lucha de pago por visión (PPV) producido por Total Nonstop Action Wrestling (TNA). TNA celebró una serie de combates en los que varios luchadores de la División X rindieron tributo y honraron a la División X enfrentando a cinco luchadores externos: (Chuck Taylor, Jonathan Gresham, David Starr, JT Dunn y Zenshi) en combates de clasificación donde el ganador pasaría a competir en una Ladder match para obtener una oportunidad por el Campeonato de la División de TNA X. Las grabaciones se llevaron a cabo los días 13 y 14 de julio de 2016, desde la Impact Zone en los Universal Studios de Orlando, Florida. Fue transmitido en PPV el 26 de agosto de 2016.

### Resultados
| N.º | Resultados | Estipulación                                                                             | Tiempo |
| --- | --- | ---------------------------------------------------------------------------------------- | ------ |
| 1   | Chuck Taylor venció a Rockstar Spud | Lumberjack match para calificar al Ladder match más tarde esa noche                      | 06:06  |
| 2   | Marshe Rockett venció a Mandrews | Singles match para calificar al Ladder match más tarde esa noche                         | 08:25  |
| 3   | DJZ venció a Jonathan Gresham | Singles match para calificar al Ladder match más tarde esa noche                         | 08:00  |
| 4   | Suicide venció a David Starr | Singles match para calificar al Ladder match más tarde esa noche                         | 07:00  |
| 5   | Braxton Sutter venció a JT Dunn | Singles match para calificar al Ladder match más tarde esa noche                         | 09:00  |
| 6   | Eddie Edwards venció a Caleb Konley | Singles match para calificar al Ladder match más tarde esa noche                         | 09:33  |
| 7   | Crazzy Steve venció a Zenshi | Singles match para calificar al Ladder match más tarde esa noche                         | 07:13  |
| 8   | The Helms Dynasty (Trevor Lee y Andrew Everett) (con Gregory Shane Helms) vencieron a The BroMans (Robbie E y Jessie Godderz) (con Raquel) | Ultimate X match                                                                         | 10:50  |
| 9   | Braxton Sutter venció a DJZ, Chuck Taylor, Marshe Rockett, Eddie Edwards, Suicide and Crazzy Steve                                         | 7-man Ladder match para determinar al contendiente #1 por el TNA X Division Championship | 09:54  |

## September 2016
One Night Only: September 2016 fue un evento de pago por visión (PPV) de lucha libre profesional producido por Total Nonstop Action Wrestling (TNA). Las grabaciones se llevaron a cabo del 11 al 14 de agosto de 2016 desde la Impact Zone en los Universal Studios en Orlando, Florida. El evento consistió principalmente en luchadores típicamente conocidos por pelear en la División X enfrentándose a pesos pesados.

### Resultados
| N.º | Resultados | Estipulación               | Tiempo |
| --- | --- | -------------------------- | ------ |
| 1   | Grado y Jade vencieron a Eli Drake y Sienna                                                                             | Intergender tag team match | 08:15  |
| 2   | The Tribunal (Basile Baraka y Baron Dax) (con Al Snow) vencieron a The BroMans (Robbie E y Jessie Godderz) (con Raquel) | Tag team match             | 10:33  |
| 3   | Moose venció a DJZ | Singles match              | 08:55  |
| 4   | Mahabali Shera venció a Rockstar Spud                                                                                   | Singles match              | 07:30  |
| 5   | Tyrus venció a Crazzy Steve (con Rosemary)                                                                              | Singles match              | 05:50  |
| 6   | Marti Bell venció a Madison Rayne                                                                                       | No Disqualification match  | 05:55  |
| 7   | Drew Galloway venció a Andrew Everett                                                                                   | Singles match              | 11:40  |
| 8   | Ethan Carter III venció a Trevor Lee                                                                                    | Singles match              | 08:58  |
| 9   | Mike Bennett (con Maria) venció a Braxton Sutter                                                                        | Singles match              | 09:50  |
| 10  | Lashley venció a Eddie Edwards                                                                                          | Singles match              | 10:12  |

## Against All Odds 2016
One Night Only: Against All Odds 2016 (también llamado One Night Only: November 2016)fue un evento de pago por visión (PPV) de lucha libre profesional producido por Total Nonstop Action Wrestling (TNA). Las grabaciones se llevaron a cabo del 16 al 17 de agosto de 2016 desde la Impact Zone en los Universal Studios en Orlando, Florida.

### Resultados
| N.º | Resultados | Estipulación           | Tiempo |
| --- | --- | ---------------------- | ------ |
| 1   | Andrew Everett venció a Mandrews                                                                                         | Singles match          | 09:30  |
| 2   | Jade venció a Sienna and Marti Bell                                                                                      | Three-way match        | 07:25  |
| 3   | Tyrus venció a Trevor Lee (con Andrew Everett)                                                                           | Singles match          | 07:30  |
| 4   | DJZ y The BroMans (Robbie E y Jessie Godderz) (con Raquel) vencieron a The Squad (Eddie Edwards, Mahabali Shera y Grado) | Six-man tag team match | 08:13  |
| 5   | Lashley venció a Bram | Singles match          | 10:10  |
| 6   | Moose defeated Eli Drake                                                                                                 | Singles match          | 09:25  |
| 7   | Gail Kim venció a Laurel Van Ness                                                                                        | Singles match          | 08:32  |
| 8   | James Storm venció a Bram                                                                                                | Singles match          | 09:45  |
| 9   | Ethan Carter III venció a Matt Hardy                                                                                     | Singles match          | 09:10  |

## December 2016
One Night Only: December 2016 fue un evento profesional de pago por visión (PPV) de lucha libre producido por Total Nonstop Action Wrestling (TNA). Las grabaciones se realizaron el 5 de octubre de 2016 desde la Impact Zone en los Universal Studios en Orlando, Florida.

### Resultados
| N.º | Resultados                                               | Estipulación                                                                                | Tiempo |
| --- | -------------------------------------------------------- | ------------------------------------------------------------------------------------------- | ------ |
| 1   | Trevor Lee venció a Braxton Sutter                       | Singles match                                                                               | 10:11  |
| 2   | Rosemary venció a Jade                                   | Singles match                                                                               | 10:45  |
| 3   | Eli Drake venció a Grado                                 | Singles match                                                                               | 09:12  |
| 4   | James Storm venció a Robbie E                            | Singles match                                                                               | 10:10  |
| 5   | Lashley venció aJessie Godderz                           | Singles match                                                                               | 10:57  |
| 6   | Mahabali Shera venció a Aiden O'Shea por Rendición       | Singles match                                                                               | 07:51  |
| 7   | Bram vs. Moose terminó en un doble conteo fuera del ring | Singles match                                                                               | 09:00  |
| 8   | Tigre Uno (c) venció a DJZ, Mandrews and Crazzy Steve    | Four-way elimination match for the TNA X Division Championship (One Night Only: Live match) | 10:19  |
| 9   | Ethan Carter III venció a Aron Rex                       | Singles match                                                                               | 08:55  |
| 10  | Eddie Edwards venció a Mike Bennett (con Maria)          | Singles match                                                                               | 13:20  |